# Björn Schulz (General)
Björn Felix Schulz (* 14. Juni 1967) ist ein Generalmajor des Heeres der Bundeswehr und seit Mai 2025 der Deputy Commanding General for Integration der US Army Europe and Africa.

## Militärische Laufbahn

### Ausbildung und erste Verwendungen
Schulz trat 1988 als Wehrpflichtiger bei der 2. Kompanie des Panzergrenadierbataillons 22 in Braunschweig in die Bundeswehr ein. Von 1988 bis 1991 absolvierte er die Ausbildung zum Offizier der Panzergrenadiertruppe in Braunschweig, Munster und Lüneburg. Daran anschließend studierte er von 1991 bis 1995 Politikwissenschaft an der Universität der Bundeswehr in Hamburg. Nach Abschluss dieses Studiums folgten von 1995 bis 2001 Verwendungen als Zugführer in der 3. /Panzergrenadierbataillons 401 in Hagenow und als Kompaniechef der 2. /Panzergrenadierbataillons 381 in Bad Frankenhausen. Von 2001 bis 2003 war Schulz Teilnehmer am Generalstabslehrgang an der Führungsakademie der Bundeswehr in Hamburg.

### Dienst als Stabsoffizier
Die erste Verwendung als Stabsoffizier führte Schulz von 2003 bis 2005 in den Führungsstab der Streitkräfte nach Bonn. Es folgte eine Versetzung nach Boostedt, wo er von 2005 bis 2007 G3-Stabsoffizier (Einsatz und Planung) und Chef des Stabes der Panzerbrigade 18 „Holstein“ war. Von 2007 bis 2009 war Schulz als Kommandeur des Panzergrenadierlehrbataillons 92 in Munster erneut in Führungsverantwortung. Daran anschließend wurde er von 2009 bis 2012 als Dezernatsleiter Einsatzplanung des Heeresführungskommandos in Koblenz eingesetzt. Von 2012 bis 2014 war Schulz Lehrgangsleiter des 9. streitkräftegemeinsamen Generalstabslehrgangs an der Führungsakademie der Bundeswehr. Es folgte 2014 bis 2016 eine Stabsverwendung als Chef des Stabes der 1. Panzerdivision in Hannover und nach deren Verlegung in Oldenburg. 2016 bis 2017 war Schulz als Chef des Stabes des Train Advise Assist Command North der Mission Resolute Support in Masar-i Scharif (Afghanistan) im Auslandseinsatz. Daran schloss sich 2017 bis 2019 ein ministerielle Verwendung als Referatsleiter Strategie und Einsatz II 1 (Militärpolitik und Einsatz Region Asien, Ozeanien und Amerika) im Bundesministerium der Verteidigung in Berlin.

### Dienst als General
Seit 2019 war Schulz als Nachfolger von Brigadegeneral Jörg See Kommandeur der Panzerbrigade 12 „Oberpfalz“ in Cham. Auf diesem Dienstposten wurde er selbst im Februar 2020 zum Brigadegeneral befördert. Im Oktober 2021 übergab Schulz das Kommando über die Panzerbrigade 12 an Oberst Andreas Kühne und übernahm am 18. Februar 2022 das Kommando über die Panzertruppenschule in Munster. Im Mai 2025 wurde er, als Nachfolger von Generalmajor Hartmut Renk,  zum Deputy Commanding General for Integration der US Army Europe and Africa ernannt. Auf diesem Dienstposten wurde er zum Generalmajor befördert.

## Privates
Schulz ist verheiratet und hat zwei Kinder.